# Gonggar

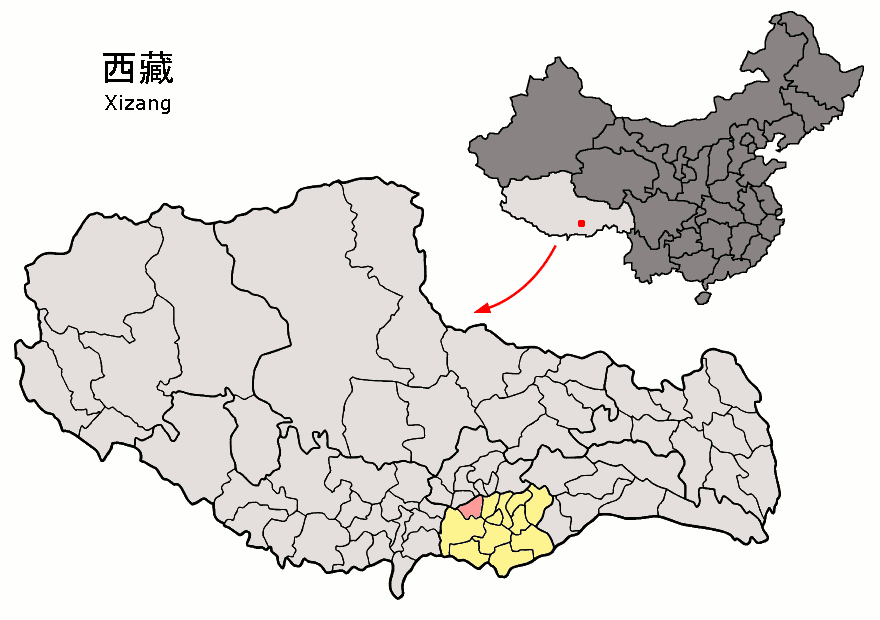
Lage des Kreises Gonggar in Tibet

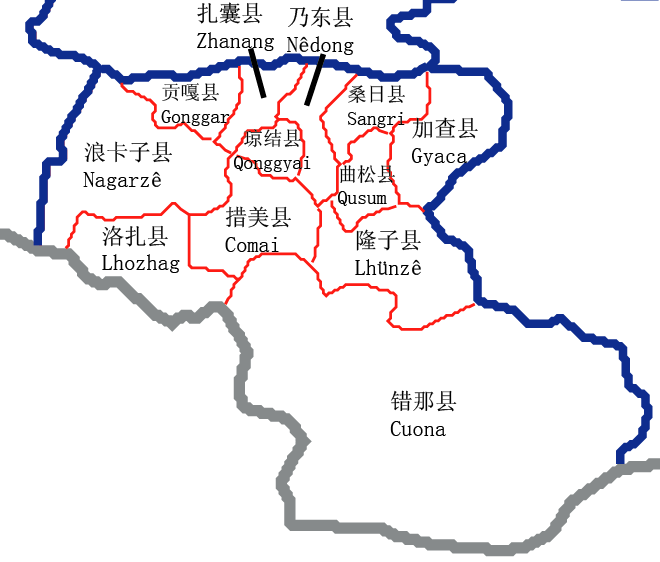
Lage im Regierungsbezirk Shannan

Gonggar (tibetisch གོང་དཀར་རྫོང་ Wylie gong dkar rdzong, auch Gongkar Dzong, chinesisch 贡嘎县, Pinyin Gònggá Xiàn) ist ein Kreis des Regierungsbezirks Shannan im Süden des Autonomen Gebiets Tibet in der Volksrepublik China.
Die Fläche beträgt 2.384 Quadratkilometer und die Einwohnerzahl 53.701 (Stand: Zensus 2020). 1999 zählte Gonggar 46.154 Einwohner.

## Administrative Gliederung
Auf Gemeindeebene setzt sich der Kreis aus fünf Großgemeinden und drei Gemeinden zusammen. Diese sind (Pinyin/chinesisch):
- Großgemeinde Jixiong 吉雄镇
- Großgemeinde Jiazhulin 甲竹林镇
- Großgemeinde Jiedexiu 杰德秀镇
- Großgemeinde Gangdui 岗堆镇
- Großgemeinde Jiangtang 江塘镇

sowie
- Gemeinde Dongla 东拉乡
- Gemeinde Langjiexue 朗杰学乡
- Gemeinde Changguo 昌果乡

## Flughafen Lhasa-Gonggar
Der Flughafen von Lhasa, der Flughafen Lhasa-Gonggar, liegt im Gebiet des Kreises.

Gonggar
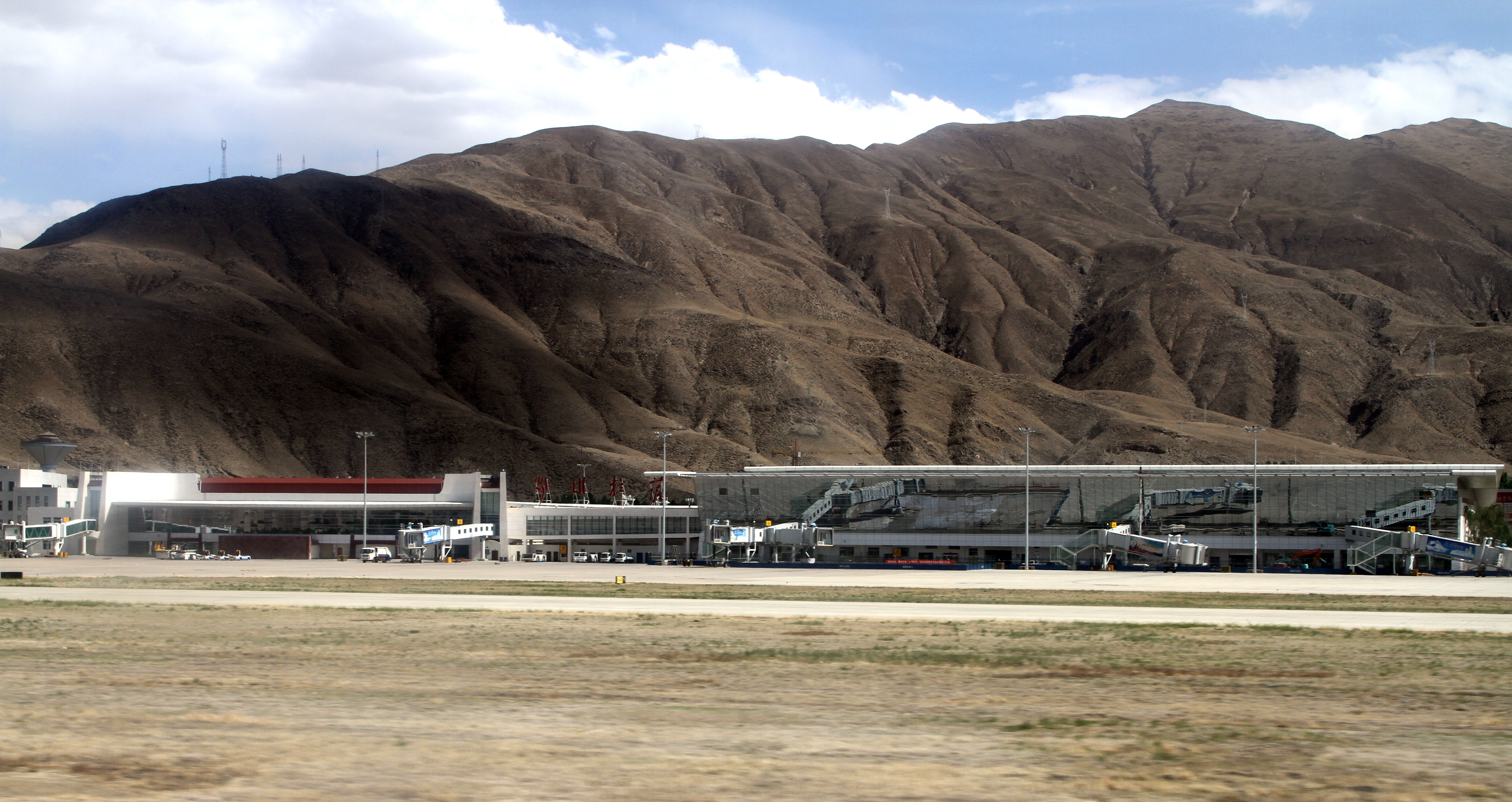
Flughafen Lhasa
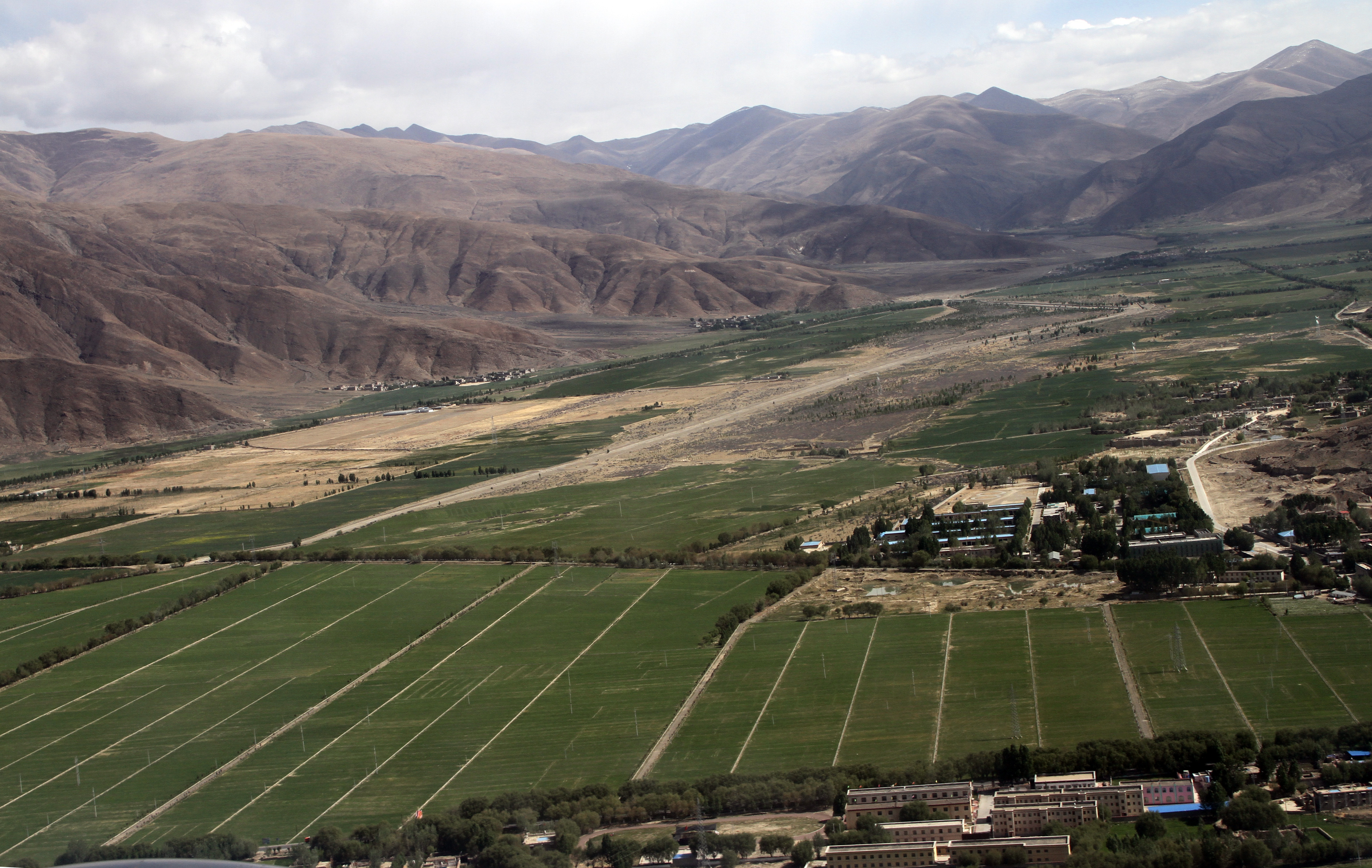
Gonggar
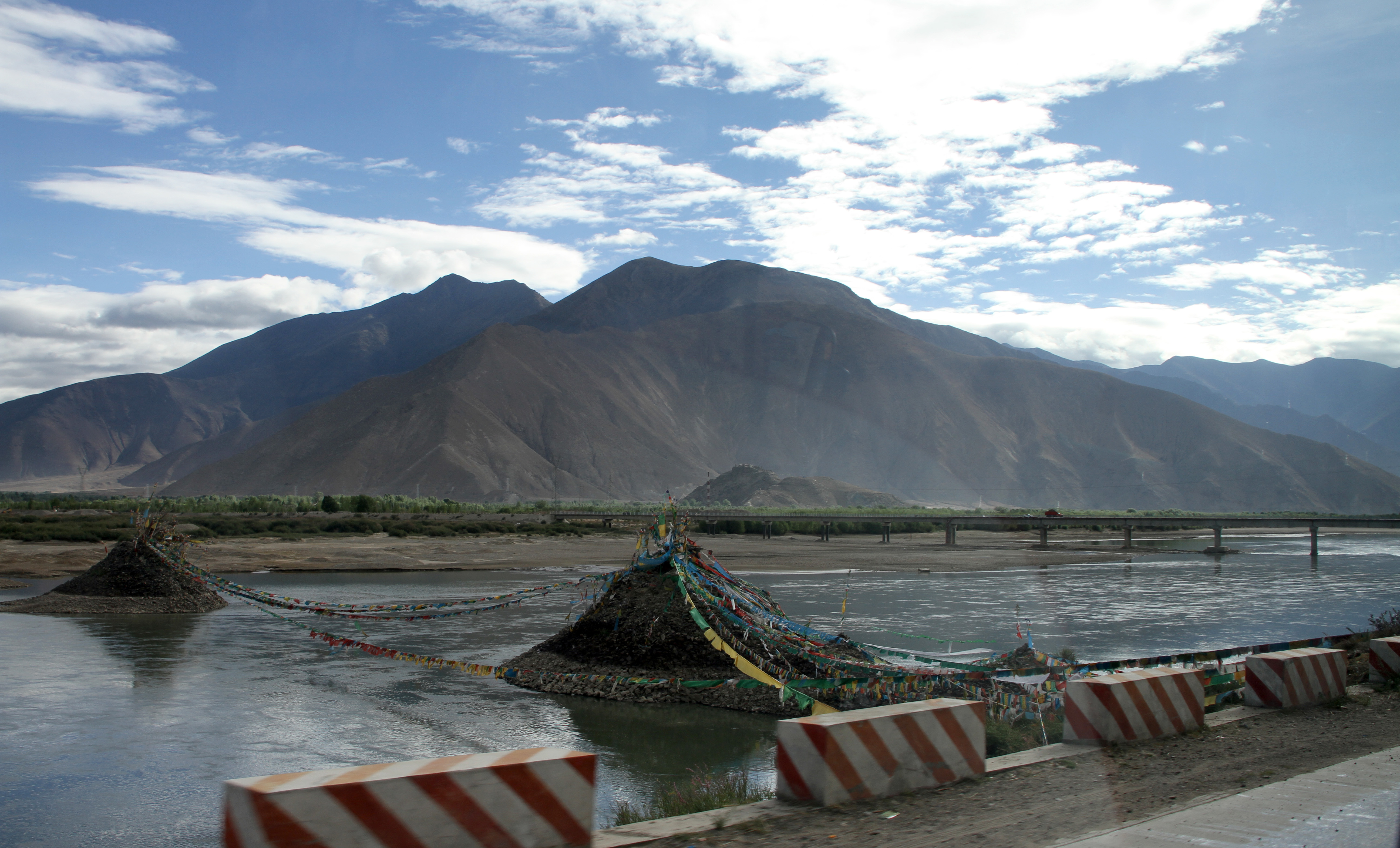
Yarlung Tsangpo
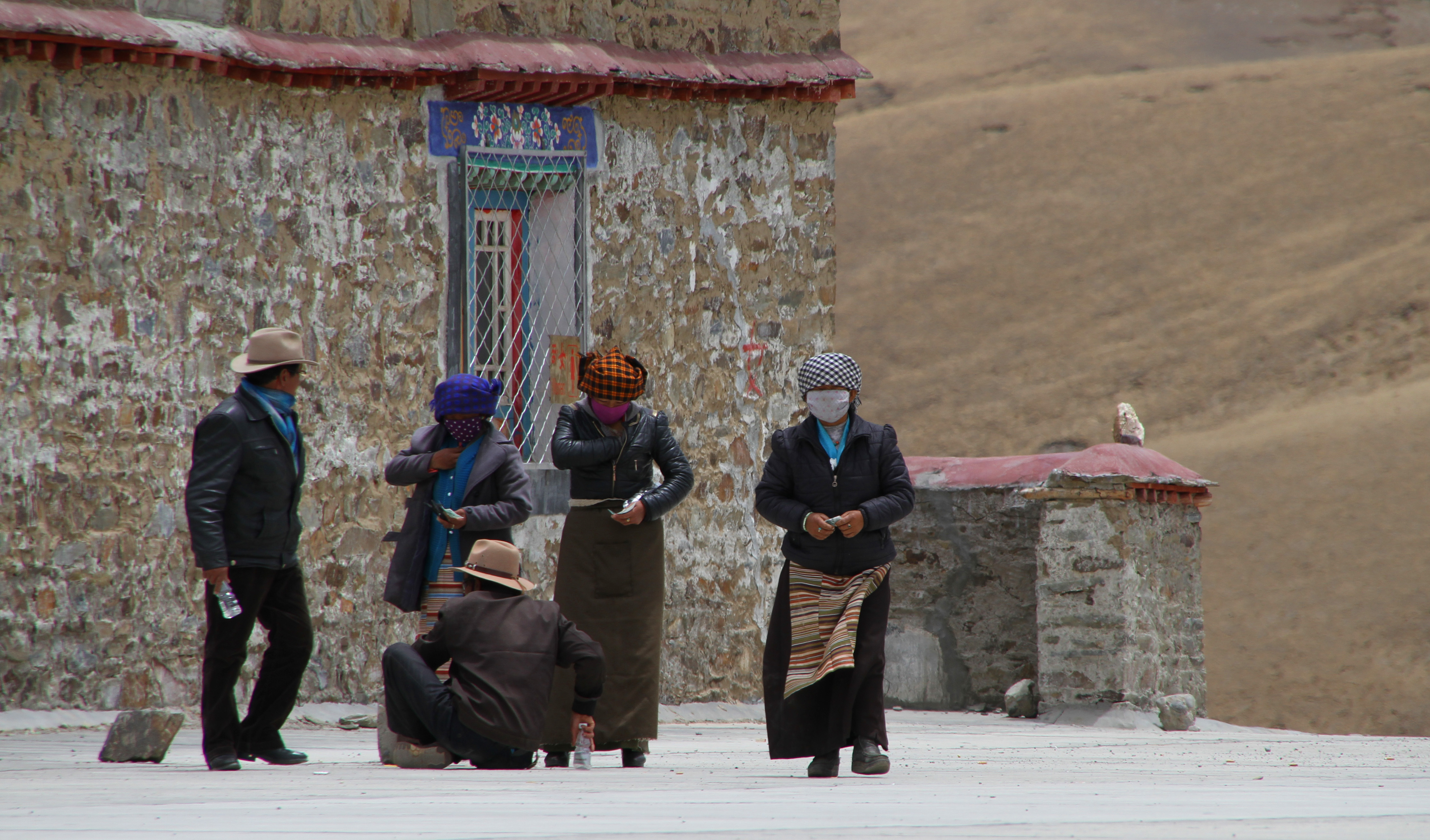
Kampa La 4793 m
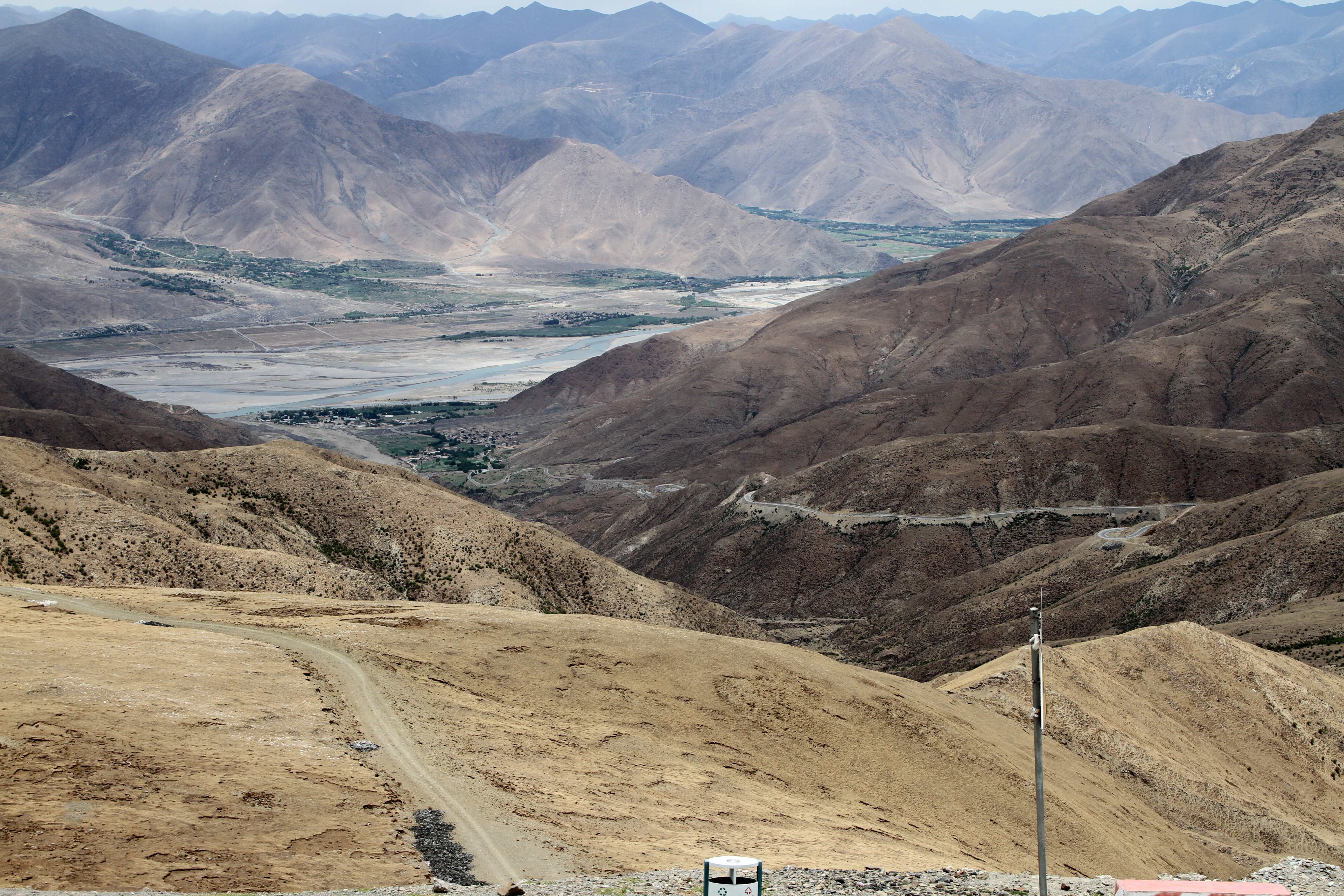
Kampa La
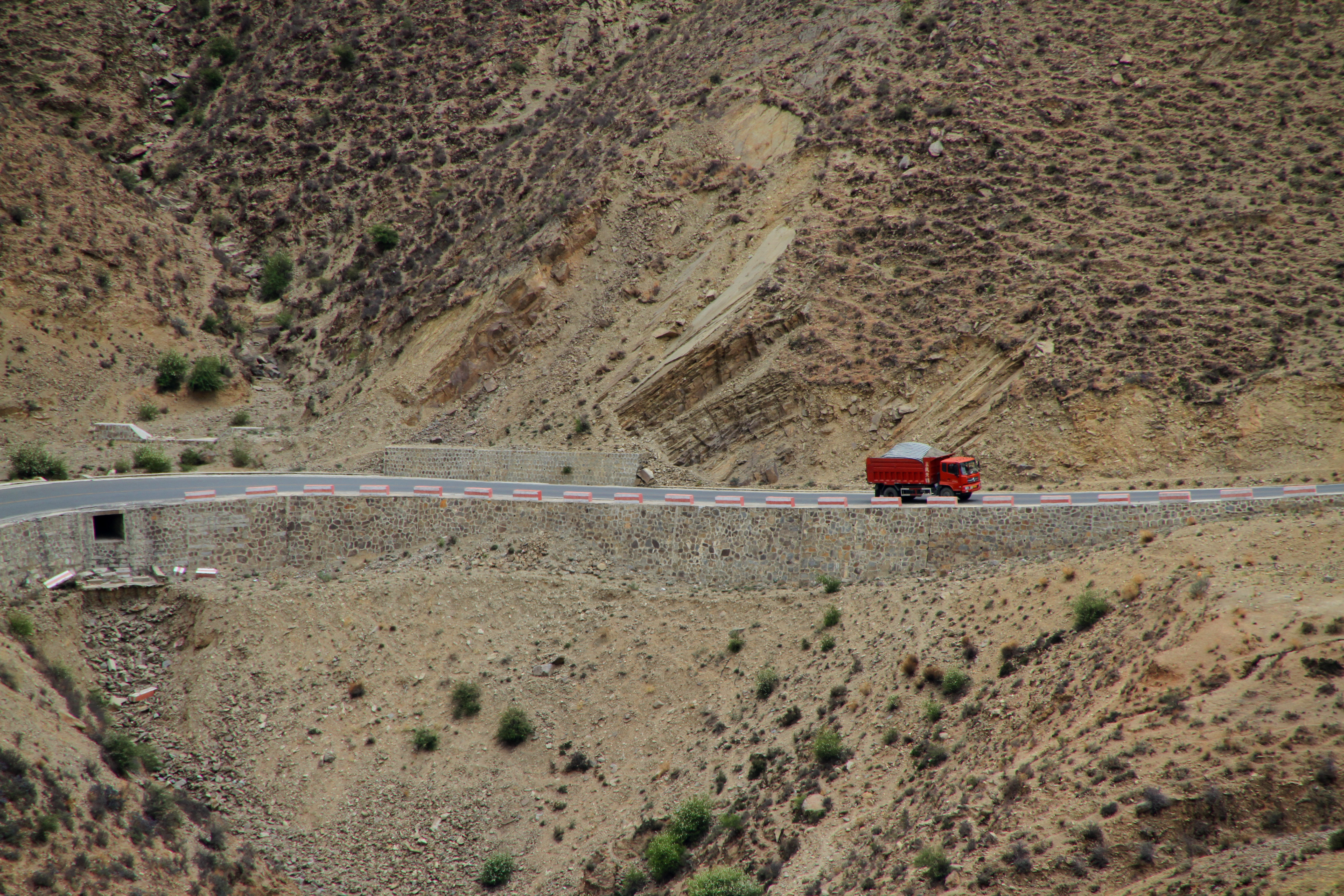